# Bátovce
Bátovce – wieś (obec) na Słowacji położona w kraju nitrzańskim, w powiecie Levice. Pierwsze wzmianki o miejscowości pochodzą z roku 1320. 
Według danych z dnia 31 grudnia 2012, wieś zamieszkiwało 1075 osób, w tym 551 kobiet i 524 mężczyzn.
W 2001 roku rozkład populacji względem narodowości i przynależności etnicznej wyglądał następująco:
- Słowacy – 94,99%
- Czesi – 0,84%
- Romowie – 1,95%
- Węgrzy – 0,37%

Ze względu na wyznawaną religię struktura mieszkańców kształtowała się w 2001 roku następująco:
- Katolicy rzymscy – 54,22%
- Grekokatolicy – 0,46%
- Ewangelicy – 33,43%
- Prawosławni – 0,09%
- Ateiści – 7,99%
- Przedstawiciele innych wyznań – 0,09%
- Nie podano – 3,16%